# Yves Yersin
Yves Yersin (* 4. Oktober 1942 in Lausanne; † 15. November 2018 in Baulmes) war ein Schweizer Filmregisseur, Drehbuchautor und Filmproduzent.

## Leben
Nach einer Ausbildung an der Fotoschule in Vevey arbeitete Yves Yersin zunächst als Werbefotograf und Kameraassistent und wurde schliesslich freier Filmautor.
Yves Yersin war mit Die letzten Heimposamenter als Teilnehmer der Documenta 6 in Kassel im Jahr 1977 in der Abteilung Video vertreten.

## Filmografie (Auswahl)
- 1966: Le Panier à viande (mit Jacqueline Veuve)
- 1968: Quatre d’entre elles / Vier Frauen (Regie; Episode Angèle)
- 1968–69: Swiss Made (Regie, Buch, Produktion; Episode Der Neinsager)
- 1974: Die letzten Heimposamenter (Regie)
- 1979: Kleine Fluchten (Les petites fugues) (Regie, Buch)
- 2013: Tableau noir (Regie u. a.)